# 喜劇 一発大必勝
『喜劇 一発大必勝』（きげき いっぱつだいひっしょう）は、1969年に公開された日本のコメディ映画。製作は松竹。監督山田洋次、主演ハナ肇。92分。

## 概要
ハナ肇と倍賞千恵子出演による喜劇「一発」シリーズの最終作。原作は藤原審爾の「三文大将」。

## ストーリー
内海に面したある工業都市。荒木つる代は、この煤煙都市でバスの車掌をしていた。彼女には、服役中の夫と赤ん坊がいたがまだ若く、同じ長屋の住人保健所員の左門は、ひそかに想いを寄せていた。ある日、つる代のバスに長屋の連中が、大きな箱を持って乗り込んで来た。四人は紋付や背広に威儀を正していたが、どことなく落着かなかった。というのは長屋の同僚馬さんが河豚にあたってポックリ逝き、左門が寄贈した棺桶代を酒代にしてしまったからだった。馬さんの骨つぼを前に、バカ騒ぎをする連中。左門は烈火の如く怒ったが、酔っ払いが相手では所詮話にならなかった。この様子を見ていたお祈り婆さんが、祟りを予言し、的中させた。ボルネオ帰りの大男寅吉が長屋に乗り込んで来たのだ。彼は、振舞い酒を飲み、おとなしく弟分の死を悼んでいたが、やがて大暴れをはじめ、遂に長屋の連中に馬さんの骨粉を飲ませる始末だった。翌朝、長屋の面々は、腹痛と下痢で大騒ぎ。左門は、寅吉がボルネオのコレラを持ち帰ったのでは、と心配した。やがて、長屋の連中は、旅行費を寅吉に献上して厄払いをした。ところが寅吉は、一年後には再び舞いもどり、長屋の連中を困らせた。寅吉の行為に業を煮やしたつる代は説得に努め、左門は勇気をふるって暴れ者の寅吉に重傷を負わせた。やがて寅吉は、左門の看病で回復した。そして、服役中の夫から離婚費用に三十万円を強要されているつる代のために左門と協力しあった。ある日、寅吉が工事現場から、わざと転落した。それは労災金目当ての芝居だったが、下で見守っていた左門の頭上に落下、左門は悲惨な最後をとげるのだった。通夜の日、酔払い狂乱状態になった寅吉は、棺桶から左門を引出し、死骸をふり廻した。ところが、その衝撃で左門の心臓が再び活動を始めた。やがて、左門はつる代に求婚した。しかし、つる代はなぜかその申込みを断るのだった。半年後、長屋から姿を消していた左門から、つる代に葉書が届いた。それは、彼が長屋に残したものの総てを贈るというものだった。その上、つる代名儀の通帳も発見された。その頃、左門は工業地帯の埋立地で働く寅吉とめぐりあい感慨にひたっていた。

## スタッフ
- 監督：山田洋次
- 製作：島津清　上村力
- 原作：藤原審爾　「三文大将」より
- 脚本：森﨑東　山田洋次
- 撮影：高羽哲夫
- 美術：梅田千代夫
- 音楽：佐藤勝
- 照明：戸井田康国
- 編集：石井厳
- 録音：小尾幸魚
- 調音：松本隆司
- 監督助手：大嶺俊順
- 装置：小島勝男
- 進行：萩原辰雄
- 製作主任：吉岡博史
- 現像：東京現像所
- 協力：名古屋観光自動車株式会社、知多乗合株式会社
- 映倫：15605

（スタッフ本編クレジット表記順）

## 出演
- 御大・団寅造：ハナ肇
- つるちゃん・荒木つる代：倍賞千恵子
- 左門さん・左門泰照：谷啓
- 石川誠：佐山俊二
- 荒木定吉：田武謙三
- 杉野源三郎：桑山正一
- 野田松吉：佐藤蛾次郎
- 志麻ゆき
- 鈴木信子（新人）
- 火葬場へ行く老婆：武智豊子
- 医者：左卜全
- 保健所の所長：野々浩介
- 長屋の住人：光映子
- 長屋の住人：水木涼子
- 長屋の住人：戸川美子
- 長屋の住人：大塚君代
- 長屋の住人：谷よしの
- 長屋の住人：後藤泰子
- 長屋の住人：秩父晴子
- 火葬場の隠亡：山本幸栄
- 竹田法一
- 大久保二朗
- 裁判所の受付：高木信夫
- 園田健二
- 加登秀樹
- 大橋壮多
- 長良純
- 横路巡査：犬塚弘
- 訳知りのやくざ：芦屋小雁 （つる代と亭主の間に入って上手く稼ぐつもりの男）

（本編クレジット表記順）